# Giro del Piemonte 1987
Il Giro del Piemonte 1987, settantacinquesima edizione della corsa, si svolse il 15 ottobre 1987 su un percorso di 234 km. La vittoria fu appannaggio dell'olandese Adrie van der Poel, che completò il percorso in 5h24'35", precedendo il belga Eric Van Lancker e l'italiano Adriano Baffi.
Sul traguardo di Novara 52 ciclisti, su 158 partiti da Torino, portarono a termine la competizione. 

## Ordine d'arrivo (Top 10)
| Pos. | Corridore            | Squadra          | Tempo    |
| ---- | -------------------- | ---------------- | -------- |
| 1    | Adrie van der Poel   | PDM-Ultima       | 5h24'35" |
| 2    | Eric Van Lancker     | Panasonic        | s.t.     |
| 3    | Adriano Baffi        | Gis Gelati       | s.t.     |
| 4    | Daniele Caroli       | Ecoflam-BFB      | s.t.     |
| 5    | Franco Ballerini     | Magniflex        | s.t.     |
| 6    | Marc Madiot          | Système U        | s.t.     |
| 7    | Claudio Chiappucci   | Carrera-Vagabond | s.t.     |
| 8    | Luigi Furlan         | Paini-Sidi       | s.t.     |
| 9    | Helmut Wechselberger | Paini-Sidi       | a 1'05"  |
| 10   | Pius Schwarzentruber | Isotonic         | a 1'09"  |